# Списък на най-високите православни храмове и камбанарии
Списък на най-високите православни храмове и камбанарии в света.

## Храмове
| Височина (м) | Име                                                         | Снимка | Забележка | Строител – ство | Местоположение          |
| 135          | Избавление на румънския род                                 |        | Най-високата и най-голямата като обем (323 000 куб. м.) православна катедрала в света. Куполът ѝ е на второ място по височина в света, след този на базиликата „Св. Петър“ във Ватикана.                                       | 2010 –          | Букурещ Румъния         |
| ------------ | ----------------------------------------------------------- | ------ | --- | --------------- | ----------------------- |
| 103          | Храм на Христа спасителя                                    |        | Построеният за втори път Храм на Христа Спасителя е вторият по големина храм на Руската православна църква. Храмът е предназначен за 10 000 души.                                                                              | 1995 – 2000     | Москва · Русия          |
| 101,5        | Исакиевски събор                                            |        | Най-големият храм в Русия, с вътрешна площ от 7000 кв. м. и вътрешен обем от 260 000 куб. м. | 1818 – 1858     | Санкт Петербург · Русия |
| 98           | Катедрален храм „Света Троица“                              |        | Главен катедрален храм на Грузинската православна църква | 1995 – 2002     | Тбилиси · Грузия        |
| 96           | Спаско-Преображенски катедрален храм в Хабаровск            |        | Мястото за построяване на храма е избрано от патриарх Алексий II по време на полет с хеликоптер над Хабаровск | 2001 – 2004     | Хабаровск · Русия       |
| 93,7         | „Смолни храм“ (на руски: Смольный собор)                    |        | Проектирана е 140-метрова камбанария, която не е построена | 1751 – 1835     | Санкт Петербург · Русия |
| 87           | Александъро-Невски (Новопанаирни) храм                      |        | Построен е при вливането на Ока във Волга. Посещен е в чест на посещението на император Александър II на Нижниновгородския панаир. По време на Великата Отечествена война на купола на храма е била установена зенитна батарея | 1867 – 1880     | Нижни Новгород · Русия  |
| 85           | Благовещенският събор във Воронеж                           |        | | 1998 – 2009     | Воронеж · Русия         |
| 83,7         | Тимишоарски храм                                            |        | Разположен е в самия център на Тимишоара | 1934 – 1946     | Тимишоара · Румъния     |
| 81           | Храм „Възкресение Христово“ (известен като „Спас на Крови“) |        | Построен в памет на покушението, при което е смъртоносно ранен руският император Александър II. | 1883 – 1907     | Санкт Петербург · Русия |
| 80           | Троице-Измайловски храм                                     |        | | 1828 – 1835     | Санкт Петербург · Русия |
| ~ 80         | Успенска църква с камбанария на Рогожкото гробище           |        | Изградена със средствата на търговци-старообредци веднага след Руската революция от 1905 година, която премахва забраната за строеж на старообредни храмове.                                                                   | 1907 – 1910     | Москва · Русия          |

## Камбанарии
| Височина (м) | Име                       | Снимка | Забележка | Строител – ство                      | Местоположение          |
| ------------ | ------------------------- | ------ | --- | ------------------------------------ | ----------------------- |
| 122,5        | Петропавловски храм       |        | Трискатната камбанария е увенчата от позлатен шпил с фигура на летящ ангел.                                                 | 1712 – 1733                          | Санкт Петербург · Русия |
| 106          | Воскресенски храм         |        | Отделно стояща камбанария.                                                                                                  | 1810 – 1832                          | Шуя · Русия             |
| 96,52        | Киевско-Печорска лавра    |        | Голямата камбанария на лаврата.                                                                                             | 1731 – 1745                          | Киев · Украйна          |
| 93,8         | Спаско-Преображенски храм |        | Петскатна камбанария, увенчана с позлатен шпил с кръст с осем края.                                                         | 1797 – 1804                          | Рибинск · Русия         |
| 93,7         | Църква „Петър и Павел“    |        | Най-високата камбанария, построена извън градските предели в русия                                                          | 1779                                 | · Русия                 |
| 93           | Николо-Угрешки манастир   |        | При манастира, извън неговата територия има хотел за поклонници, който се управлява от поклонническата служба на манастира. | 1758 – 1763, преустроен през 1859 г. | Дзержинск · Русия       |